# Coupe de Russie féminine de volley-ball
La Coupe de Russie de volley-ball féminin est organisée par la Fédération Russie de volley-ball (Всероссийская федерация волейбола-VFV), elle a été créée en 1993.

## Historique
La coupe de Russie a succédé à la coupe d'URSS à partir de la saison 1992-1993.

## Palmarès
| Année | Vainqueur            | Score                                     | Finaliste                     |
| ----- | -------------------- | ----------------------------------------- | ----------------------------- |
| 1993  | CMS Tchelyabinsk     |                                           | Dinamo Krasnodar              |
| 1994  | Dinamo Krasnodar     |                                           | Metar Tchelyabinsk            |
| 1995  | Zarechie Odintsovo   |                                           | Metar Tchelyabinsk            |
| 1996  | Metar Tchelyabinsk   | 3 - 1 (?)                                 | Zarechie Odintsovo            |
| 1997  | Metar Tchelyabinsk   | 3 - 2 (15-8, 14-16, 2-15, 15-12, 15-10)   | CSKA Moscou                   |
| 1998  | CSKA Moscou          | 3 - 0 (?)                                 | Iskra Samara                  |
| 1999  | AES Balakovo         | 3 - 1 (?)                                 | CSKA Moscou                   |
| 2000  | Iskra Samara         | 3 - 2 (?)                                 | CSKA Moscou                   |
| 2001  | CSKA Moscou          | 3 - 1 (25-18, 23-25, 25-17, 25-22)        | Stinol Lipetsk                |
| 2002  | Zaretchie Odintsovo  | 3 - 0 (-)                                 | Samorodok Khabarovsk          |
| 2003  | Zaretchie Odintsovo  | 3 - 0 (25-20, 25-22, 25-20)               | CSKA Moscou                   |
| 2004  | Zaretchie Odintsovo  | 3 - 1 (25-23, 25-21, 18-25, 25-21)        | Dinamo Moscou                 |
| 2005  | CSKA Moscou          | 3 - 2 (13-25, 22-25, 25-19, 25-14, 15-12) | Samorodok Khabarovsk          |
| 2006  | Zarechie Odintsovo   | 3 - 0 (25-23, 30-28, 25-21)               | CSKA Moscou                   |
| 2007  | Zaretchie Odintsovo  | 3 - 2 (20-25, 24-26, 25-23, 25-19, 15-13) | Dinamo Moscou                 |
| 2008  | Universitet Belgorod | 3 - 1 (25-21, 25-19, 16-25, 25-21)        | Dinamo Moscou                 |
| 2009  | Dinamo Moscou        | 3 - 2 (25-20, 25-17, 19-25, 20-25, 15-11) | Zaretchie Odintsovo           |
| 2010  | Dinamo Kazan         | 3 - 0 (25-13, 25-18, 25-22)               | Dinamo Krasnodar              |
| 2011  | Dinamo Moscou        | 3 - 1 (31-29, 15-25, 28-26, 25-23)        | Dinamo Kazan                  |
| 2012  | Dinamo Kazan         | 3 - 0 (25-15, 25-17, 25-21)               | Dinamo Moscou                 |
| 2013  | Dinamo Moscou        | 3 - 1 (25-22, 23-25, 25-23, 25-22)        | Dinamo Kazan                  |
| 2014  | Dinamo Krasnodar     | 3 - 2 (26-28, 25-22, 25-20, 19-25, 15-11) | Omitchka Omsk                 |
| 2015  | Dinamo Krasnodar     | 3 - 1 (25-21, 19-25, 25-22, 25-16)        | Dinamo Kazan                  |
| 2016  | Dinamo Kazan         | 3 - 1 (25-23, 25-20, 26-28, 25-15)        | Dinamo Moscou                 |
| 2017  | Dinamo Kazan         | 3 - 0 (25-20, 25-18, 25-20)               | Ienisseï Krasnoïarsk          |
| 2018  | Dinamo Moscou        | 3 - 0 (25-11, 25-17, 25-13)               | Ienisseï Krasnoïarsk          |
| 2019  | Dinamo Kazan         | 3 - 1 (25-19, 23-25, 25-16, 25-19)        | Dinamo Moscou                 |
| 2020  | Dinamo-Ak Bars Kazan | 3 - 1 (22-25, 25-21, 25-15, 25-22)        | Dinamo Moscou                 |
| 2021  | Dinamo-Ak Bars Kazan | 3 - 0 (25-14, 26-24, 25-17)               | Lokomotiv Kaliningrad         |
| 2022  | Dinamo-Ak Bars Kazan | 3 - 0 (25-15, 25-23, 25-20)               | Lokomotiv Kaliningrad         |
| 2023  | Dinamo-Ak Bars Kazan | 3 - 0 (25-17, 25-20, 25-21)               | Leningradka Saint-Pétersbourg |

## Bilan par club
| Club                              | Titres | Ville        | Année                                                |
| --------------------------------- | ------ | ------------ | ---------------------------------------------------- |
| Dinamo Kazan/Dinamo-Ak Bars Kazan | 9      | Kazan        | 2010, 2012, 2016, 2017, 2019, 2020, 2021, 2022, 2023 |
| Zaretchie Odintsovo               | 6      | Odintsovo    | 1995, 2002, 2003, 2004, 2006, 2007                   |
| Dinamo Moscou                     | 4      | Moscou       | 2009, 2011, 2013, 2018                               |
| Avtodor-Metar                     | 3      | Tcheliabinsk | 1993, 1996, 1997                                     |
| Dinamo Krasnodar                  | 3      | Krasnodar    | 1994, 2014, 2015                                     |
| CSKA Moscou                       | 3      | Moscou       | 1998, 2001, 2005                                     |
| AES Balakovo                      | 1      | Balakovo     | 1999                                                 |
| Iskra Samara                      | 1      | Samara       | 2000                                                 |
| Universitet Belgorod              | 1      | Belgorod     | 2008                                                 |